# 土地利用

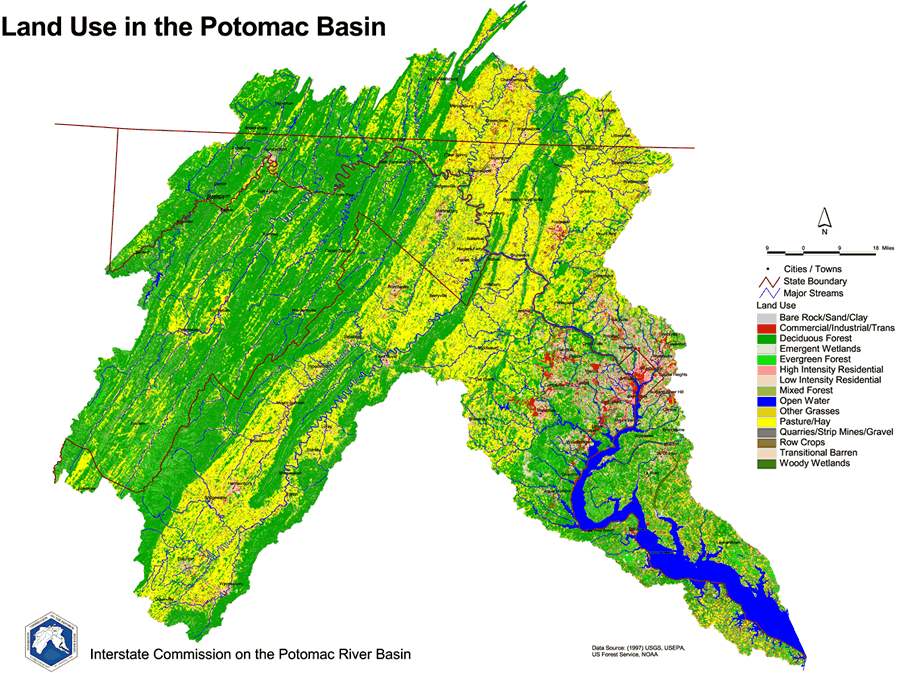
アメリカ東部 ポトマック川流域の土地利用図、1997年

土地利用（とちりよう、land use、land utilization）とは、土地の状態や用途といった利用状況のこと、あるいは土地を利用すること自体を表す概念である。
「森林」「水田」「市街地」といったおよその分類を用いて、その地域の土地の利用を広範囲でみるものから、「有料道路」「市役所」「灯台」といった細かい分類を用いて、それぞれの利用状況を見るものまであり、さまざまである。一口に「土地利用」と言っても、目的に合った土地利用の資料でなければ、適切な情報を得ることは難しい。

## 土地利用の分類

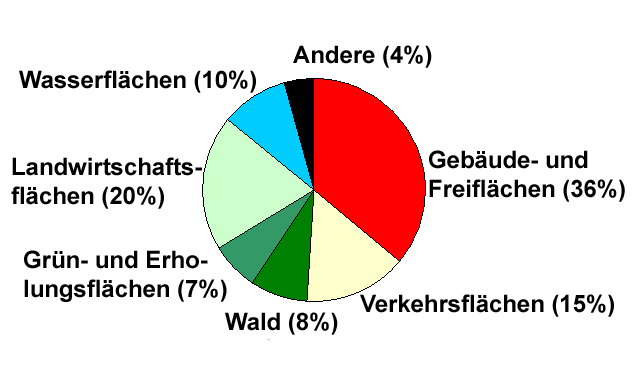
ドイツ デュースブルクの土地利用
建築物など 36%
道路 15%
森 8%
緑地・保養地 7%
農地 20%
水域 10%
その他 4%

一般的な土地利用の分類は、いくつかの統一された基準があるが、独自の分類方法もある。以下に例を挙げる。
- 20万分の1土地保全基本調査 土地利用・植生現況図
  - 針葉樹、広葉樹、原野、竹林、果樹園、茶園、普通畑・牧草地、水田、市街地、その他
- 20万分の1土地分類基本調査 土地利用現況図（経済企画庁）
  - 水田（乾田）、水田（半湿田）、水田（湿田）、果樹園、普通畑、茶園、人工草地、未利用草地、人工林・針葉樹、天然林・広葉樹、市街地、その他
- 20万分の1土地分類基本調査 土地利用現況図（国土庁）
  - 水田、普通畑、牧草畑、果樹園、人工林（針葉樹林、広葉樹林）、天然林（針葉樹林、広葉樹林、混合樹林）、未立木地、除地、人工草地、自然草地、未利用草地（原野）、市街地・村落、飛行場・自衛隊用地・軍用地、ゴルフ場・レジャー施設、湖沼
- 国土地理院 地形図
  - 土地利用と関係がない行政界などを除いて100種類近い「整飾」がある。
- 地球地図
  - 森林、混合地域、草地・かん木、農地、湿地、裸地、市街地、湖沼・河川、海

日本の都市計画法においては、用途地域をはじめとした20種類の地域地区が、都市計画区域内の土地利用の区分にあたる。
また、国土利用計画法においては、土地利用基本計画のなかで都市地域、農業地域、森林地域、自然公園地域、自然保全地域の5種類の区分を用いている。

## 目的と用途
土地利用を調査しまとめる目的はさまざまである。多目的に用いるものから、農業、林業、治水、学術調査、行政、統計調査、軍事などに及ぶ。

## 沿道土地利用
沿道土地利用（えんどうとちりよう　roadside land use)とは、都市計画道路等を整備する際に使用する用語で、開発区域および道路の位置づけに従って沿道の土地利用を計画することをいう。